# Jakob Mlajši
Jakob Mlajši ali Jakob Alfejev je bil eden od dvanajstih Jezusovih apostolov.
Jakob je pogosto judovsko ime (hebrejsko: יעקב‎ [Yaʿaqov, Jakov] ali [Yaʿăqōḇ, 
Jakob]) in je povezano z besedo pêta (Kdor ima pêto, Kdor hodi s pêto). Pridevnik Mlajši je dobil zato, da bi ga lažje ločili od drugega apostola z imenom Jakob (Jakob Starejši ali Jakob Veliki).
Jakob Mlajši je bil brat apostola Mateja-Levija. Njunemu očetu je bilo ime Alfej, zato sinova imenujemo Jakob Alfejev in Matej Alfejev. Domnevno je Alfej ista oseba kot Klopaj (grška in hebrejska oblika imena) in po pričevanju Evzebija iz Cezareje je to brat Marijinega moža Jožefa. Če to drži, potem je bil Jakob Mlajši Jezusov bratranec.
Jakoba Mlajšega v virih pogosto zamenjujejo ali enačijo še s tretjim znamenitim Jakobom: s tistim, ki je poznan kot Jakob Gospodov brat ali Jakob Pravični. Knjiga Leto svetnikov (Zadruga katoliških duhovnikov, Ljubljana, 1970) trdi, da je Jakob Mlajši ista oseba kot Jakob Gospodov brat; Svetopisemski vodnik (Ognjišče, Koper, 1984) pa navaja, da sta to različni osebi.
Zaradi navedenega razloga je zelo težko ugotoviti, kateri zgodovinski dogodki se nanašajo na Jakoba Mlajšega in ne na katerega od ostalih dveh Jakobov. Po izročilu je šel Jakob Mlajši po Jezusovi smrti in vstajenju oznanjat v spodnji Egipt, kjer so ga v kraju Ostrakine mučili in križali. Njegovo telo so potem razžagali na koščke, zato je Jakob Mlajši pogosto upodobljen z mizarsko žago v roki.
Jakob Mlajši goduje 3. maja po katoliškem koledarju oziroma 9. oktobra po pravoslavnem koledarju.